# Linda Kozlowski
Linda Kozlowski (n. 7 ianuarie 1958, Fairfield, Connecticut, SUA) este o fostă actriță americană. Aceasta a ajuns cunoscută pentru rolul lui Sue Chalton din seria de filme Crocodile Dundee⁠(d) (1986-2001), obținând o nominalizare la Globul de Aur pentru interpretarea din primul film.

## Biografie
Kozlowski s-a născut într-o familie de polonezi-americani în Fairfield, Connecticut, fiica lui Helen E. (născută Helena Parniawska) și Stanley M. Kozlowski (născut Stanisław Kozłowski). A absolvit în 1976 liceul Andrew Warde⁠(d) din Fairfield, iar în 1981 a încheiat studiile de actorie în cadrul conservatorului Juilliard School⁠(d).

### Cariera
Kozlowski a debutat în producția off-Broadway⁠(d) How It All Began (1981-1982). A interpretat rolul lui„Miss Forsythe” pe Broadway în Moartea unui comis voiajor și în 1984 a jucat același rol în ecranizarea piesei⁠(d) din 1985.
Marele său succes a venit în 1986, odată cu obținerea rolului principal, alături de Paul Hogan⁠(d), în filmul australian Crocodile Dundee. Cei doi s-au îndrăgostit pe platourile de filmare și au început o relație. În 1987, Kozlowski a fost nominalizată la Globurile de Aur la categoria Cea mai bună actriță în rol secundar pentru interpretarea sa. Doi ani mai târziu, și-a reluat rolul alături de Hogan în Crocodile Dundee II⁠(d). Tot în 1988, aceasta a jucat împreună cu Bill Paxton, Tim Curry și Annie Potts⁠(d) în Turnul din Bethleem⁠(d), respectiv în miniseria Favorite Son⁠(d).
Kozlowski a mai apărut în Almost an Angel⁠(d) (1990), Backstreet Justice (cu Paul Sorvino), Vecinul⁠(d) (cu Rod Steiger) și Orașul celor blestemați. În 2001, și-a reluat rolul din nou alături de Hogan în Crocodile Dundee în Los Angeles⁠(d).
A părăsit industria din cauza nemulțumirilor create de rolurile pe care le obținea, declarând: „Aceste filme proaste direct-pe-DVD pe care le primeam îmi produceau greață, practic deoarece eram singura de pe platoul de filmare căreia îi păsa... Având de ales între asta și ceasul meu biologic, am decis să renunț”.

## Viața personală
Kozlowski a jucat în Crocodile Dundee (1986) alături de actorul australian Paul Hogan, iar doi ani mai târziu în Crocodile Dundee II, când erau deja într-o relație. Cei doi s-au căsătorit pe 5 mai 1990, după ce Hogan a divorțat de soția sa, Noelene. Au încercat să se stabilească în Australia, dar s-au mutat în cele din urmă în Los Angeles la sfârșitul anilor 1990 
Kozlowski și Hogan au împreună un fiu pe nume Chance. Înainte de relația cu Hogan, aceasta a mai fost căsătorită. În octombrie 2013, aceștia au divorțat, motivul invocat fiind diferențe ireconciliabile. Divorțul a fost finalizat în 2014.

## Filmografie
| An   | Titlu                           | Rol               | Note        |
| ---- | ------------------------------- | ----------------- | ----------- |
| 1986 | Crocodile Dundee                | Sue Charlton      |             |
| 1988 | Pass the Ammo                   | Claire            |             |
| 1988 | Crocodile Dundee II             | Sue Charlton      |             |
| 1990 | Almost an Angel                 | Rose Garner       |             |
| 1993 | The Neighbor                    | Mary / Mrs. Hatch |             |
| 1994 | Backstreet Justice              | Keri Finnegan     |             |
| 1994 | Zorn                            | Emilie Bartlett   |             |
| 1995 | Village of the Damned           | Jill McGowan      |             |
| 2001 | Crocodile Dundee in Los Angeles | Sue Charlton      | ultimul rol |

## Premii
| Year | Award                  | Category                             | Nominated work   | Result       |
| ---- | ---------------------- | ------------------------------------ | ---------------- | ------------ |
| 1987 | Premiile Globul de Aur | Cea mai bună actriță în rol secundar | Crocodile Dundee | Nominalizată |
| 1988 | Bravo Otto             | Cea mai bună actriță                 | N/A              | Nominalizată |